# Gerhart Hauptmann
Gerhart Johann Robert Hauptmann (15 tháng 11 năm 1862 – 6 tháng 6 năm 1946) là nhà văn, nhà viết kịch Đức đoạt giải Nobel Văn học năm 1912.

## Tiểu sử
Gerhard Hauptmann sinh tại khu nghỉ mát Schlesien (nay thuộc Ba Lan), là con trai út trong một gia đình chủ khách sạn. Từ khi đi học trường làng ông học tiếng Latin. Hauptmann ghét trường học, 15 tuổi ông đã đến điền trang của chú ruột trong một năm để học làm điền chủ; chính tại đây đã định hình những tính cách độc lập, cương quyết và giúp ông có cái nhìn của riêng mình đối với thế giới. Năm 1880 Hauptmann theo học lớp điêu khắc tại Viện Hàn lâm Nghệ thuật Breslau, nghe giảng lịch sử tại trường Đại học Jena và làm quen với học thuyết Charles Darwin - một học thuyết có ảnh hưởng lớn đến sự phát triển của chủ nghĩa hiện thực trong các nền văn học châu Âu. Năm 1885 Hauptmann kết hôn với cô Tineman, người đã giúp ông nhiều về mặt tài chính, về sống ở thị trấn Erknere gần Berlin và say mê đọc Marx, Engels, Tolstoy, Zola và Ibsen. Cũng trong năm này Hauptmann công bố trường ca sử thi Promethidenlos. Tại đây ông làm quen với các nhà thơ tự nhiên chủ nghĩa thích thể hiện hiện thực cụ thể và trần trụi. Năm 1889, nhà hát "Sân khấu tự do" dựng vở kịch của Hauptmann, Vor Sonnenaufgang (Trước lúc mặt trời mọc), kể về một gia đình nông dân giàu lên rất nhanh nhưng cũng phá sản rất nhanh. Vở kịch đã gây chấn động dư luận và tác giả của nó được chú ý như một tài năng viết kịch đầy triển vọng. Năm 1893 vở kịch Die Weber (Những người thợ dệt) đã củng cố vững chắc danh tiếng của Hauptmann. Năm 1907 ông sang Hy Lạp lấy cảm hứng sáng tác, và viết Griechischer Frühling (Mùa xuân Hy Lạp, ký) cùng hai tiểu thuyết Der Narr in Christo Emanuel Quint (Chàng điên Emanuel Quint) và Die Insel der grossen Mutter (Đảo của người mẹ vĩ đại). Năm 1912 Hauptmann được trao giải Nobel chủ yếu vì những đóng góp trong lĩnh vực kịch.
Ngoài Giải Nobel Văn học Gerhart Hauptmann cũng được trao Giải Goethe năm 1932, được phong làm tiến sĩ danh dự của nhiều trường: Đại học Oxford (1905), Đại học Leipzig (1909), Đại học Praha (1921) và Đại học Colombo (1932); ba lần được trao giải thưởng cao nhất về kịch của Áo (1896, 1899, 1905). Ông mất năm 1946.

## Tác phẩm
- Promethidenlos (1885), trường ca sử thi
- Bahnwärter Thiel (Thiel - người thợ hỏa xa, 1888), tiểu thuyết
- Vor Sonnenaufgang (Trước lúc mặt trời mọc, 1889), kịch
- Das Friedensfest (Ngày hội hòa bình, 1890), kịch
- Einsame Menschen (Những kẻ cô đơn, 1891), kịch
- Die Weber (Những người thợ dệt, 1892), kịch
- Der Biberpelz (Chiếc áo lông hải li, 1893), kịch
- Hannele (1893) - từ năm 1896 đổi thành Hanneles Himmelfahrt (Hanneles bay lên trời, 1893), kịch thơ giả tưởng
- Florian Geyer (1896), kịch
- Die versunkene Glocke (Quả chuông chìm, 1896), kịch cổ tích
- Fuhrmann Henschel (Bác xà ích Henschel, 1898), kịch
- Rose Bernd (1903), kịch
- Pippa tanzt! (Pippa múa!, 1906), truyện giả tưởng
- Griechischer Frühling (Mùa xuân Hy Lạp, 1908), nhật ký đi đường
- Der Narr in Christo Emanuel Quint (Chàng điên Emanuel Quint, 1910), tiểu thuyết
- Der Bogen des Odysseus (Cây cung của Odysseus, 1914), nhật ký đi đường
- Der Ketzer von Soana (Tên tà giáo xứ Soana, 1918), tiểu thuyết
- Die Ratten (Lũ chuột cống, 1911), kịch
- Die Insel der grossen Mutter (Đảo của người mẹ vĩ đại, 1912), tiểu thuyết
- Till Eulenspiegel (1928), trường ca sử thi
- Buch der leidenschaft (Cuốn sách của đam mê, 1930), tiểu thuyết
- Vor Sonnenuntergang (Trước lúc mặt trời lặn, 1932), kịch
- Abenteuer meiner Jugend (Cuộc phiêu lưu thời tuổi trẻ của tôi, 1937-1939), tiểu sử tự thuật 2 tập
- Atriden – Tetralogie (Kịch tứ hồi, 1941-1946), tập kịch
- Der grosse Traum (Giấc mơ vĩ đại, 1942), kịch
- Die Finsternisse (Bóng tối, 1947), kịch